# 853 до н. е.

## Події
- Битва при Каркарі між Ассирією та анти-ассирійською коаліцією (Дамаск, Єгипет, Ізраїль, південносирійські міста). Незважаючи на переможні реляції царя Салманасара ІІІ, ассирійці не взяли Дамаск і змушені були повернутися додому. В описі битви вперше згаданий етнонім «араби».
- Лаллі, цар Міліду (сучасна Малатья в Туреччині), визнав верховенство Ассирії.
- Традиційна дата початку правління Авентина, царя Альба-Лонги.
- Легендарний правитель В'єтнаму Хунґ Ань Вионґ.

### Астрономічні явища
- 22 квітня. Повне сонячне затемнення.[1]
- 16 жовтня. Кільцеподібне сонячне затемнення.[1]